# دویواتس
دویواتس (به صربی: Doljevac) یک شهرستان در صربستان است که در ناحیه نیشاوا واقع شده‌است. دویواتس ۱۹۳ متر بالاتر از سطح دریا واقع شده‌است.